# Méricourt-sur-Somme
Méricourt-sur-Somme (picardisch: Méricourt-su-Sonme) ist eine Commune déléguée in der nordfranzösischen Gemeinde Étinehem-Méricourt  mit 213 Einwohnern (Stand 1. Januar 2022) im Département Somme in der Region Hauts-de-France. 

## Geographie und Toponymie
Der Ort, deren Bezeichnung sich von dem germanischen Eigennamen Mederic und dem Zusatz curtis (Gehöft) herleitet, liegt im Santerre am linken Ufer der hier mäandrierenden, kanalisierten und mehrere Teiche (u. a. Marais du Moulin) bildenden Somme. Eine Brücke über den Kanal und eine über den alten Flusslauf verbindet Méricourt mit Étinehem und Chipilly am gegenüberliegenden Ufer. Die Entfernung nach Bray-sur-Somme beträgt acht Kilometer.
Ein Teil des Umlandes ist Natura 2000-Gebiet.

## Geschichte
Bei Torfarbeiten wurden römische Waffen gefunden. Im Mittelalter stand die Pfarrei unter dem Patronat der Abtei Corbie und der Herren von Méricourt. Wegen der Nutzung der Moorflächen in der Talaue kam es im 15. und 16. Jahrhundert zu Konflikten mit der Nachbargemeinde Étinehem.
Im Ersten Weltkrieg wurde der Ort zu mehr als drei Vierteln zerstört, aber nach Kriegsende wieder aufgebaut. Auch beim deutschen Angriff im Zweiten Weltkrieg am 5. Juni 1940 wurde das Dorf zu zwei Dritteln zerstört.
Méricourt-sur-Somme erhielt als Auszeichnung das Croix de guerre 1914–1918.
Mit Wirkung vom 1. Januar 2017 wurden die früheren Gemeinden Étinehem und Méricourt-sur-Somme fusioniert und bilden seitdem die Commune nouvelle Étinehem-Méricourt. Die Gemeinde Méricourt-sur-Somme gehörte zum Arrondissement Péronne sowie zum Kanton Albert.

## Einwohner
| 1962 | 1968 | 1975 | 1982 | 1990 | 1999 | 2006 | 2010 |
| ---- | ---- | ---- | ---- | ---- | ---- | ---- | ---- |
| 152  | 173  | 147  | 153  | 140  | 164  | 161  | 191  |

## Sehenswürdigkeiten
- Das römische Militärlager auf der Höhe, heute im Wald Bois des Câteaux.
- Die nach dem Ersten Weltkrieg wieder aufgebaute Kirche Saint-Martin.
- Die Prioratskapelle.
- Die für den letzten Herrn von Méricourt 1819 errichtete Grabkapelle.
- Das zuletzt 1655 rekonstruierte Schloss, als Monument historique eingeschrieben seit 2003 (Base Mérimée PA80000041).

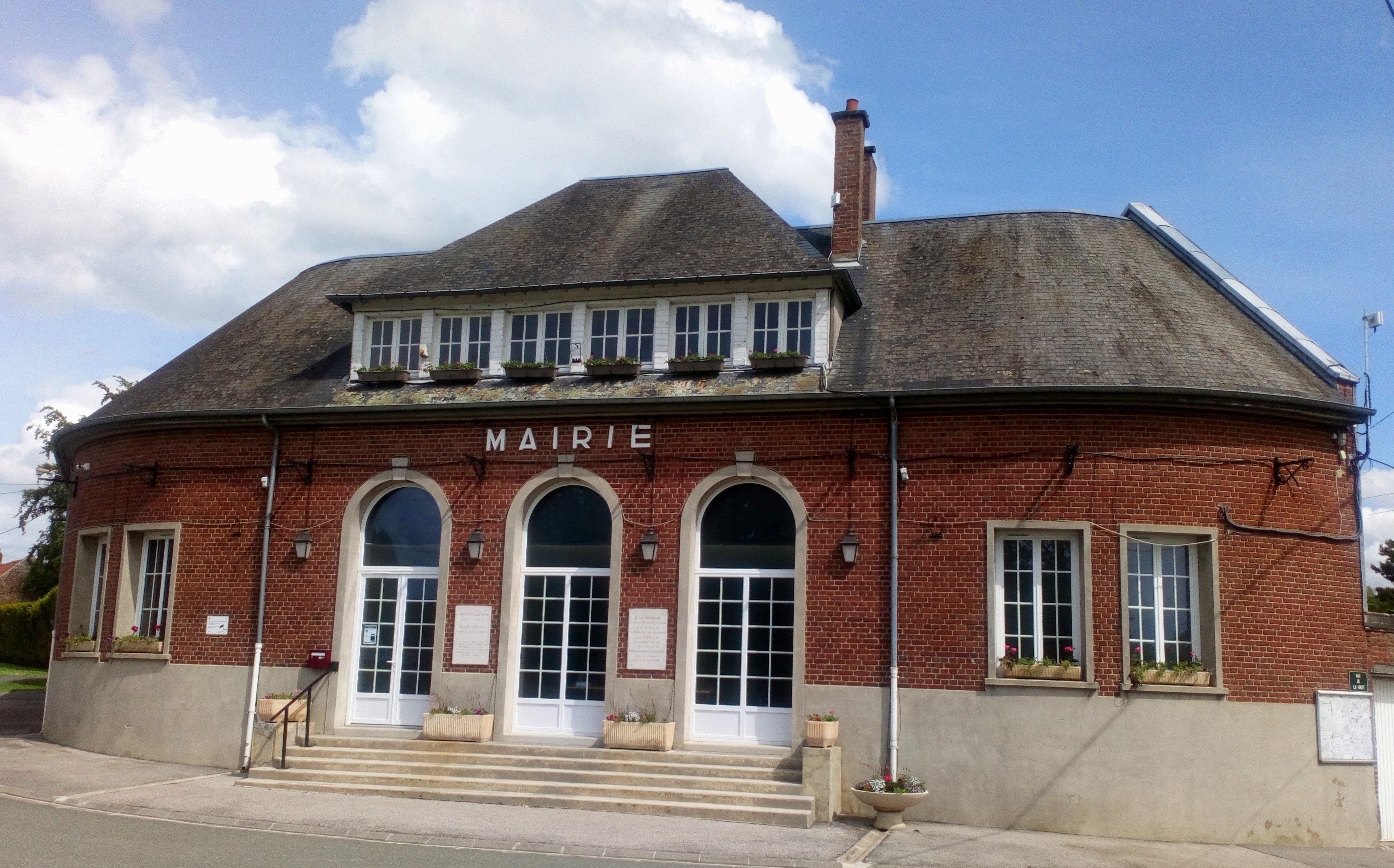
Ehemaliges Rathaus
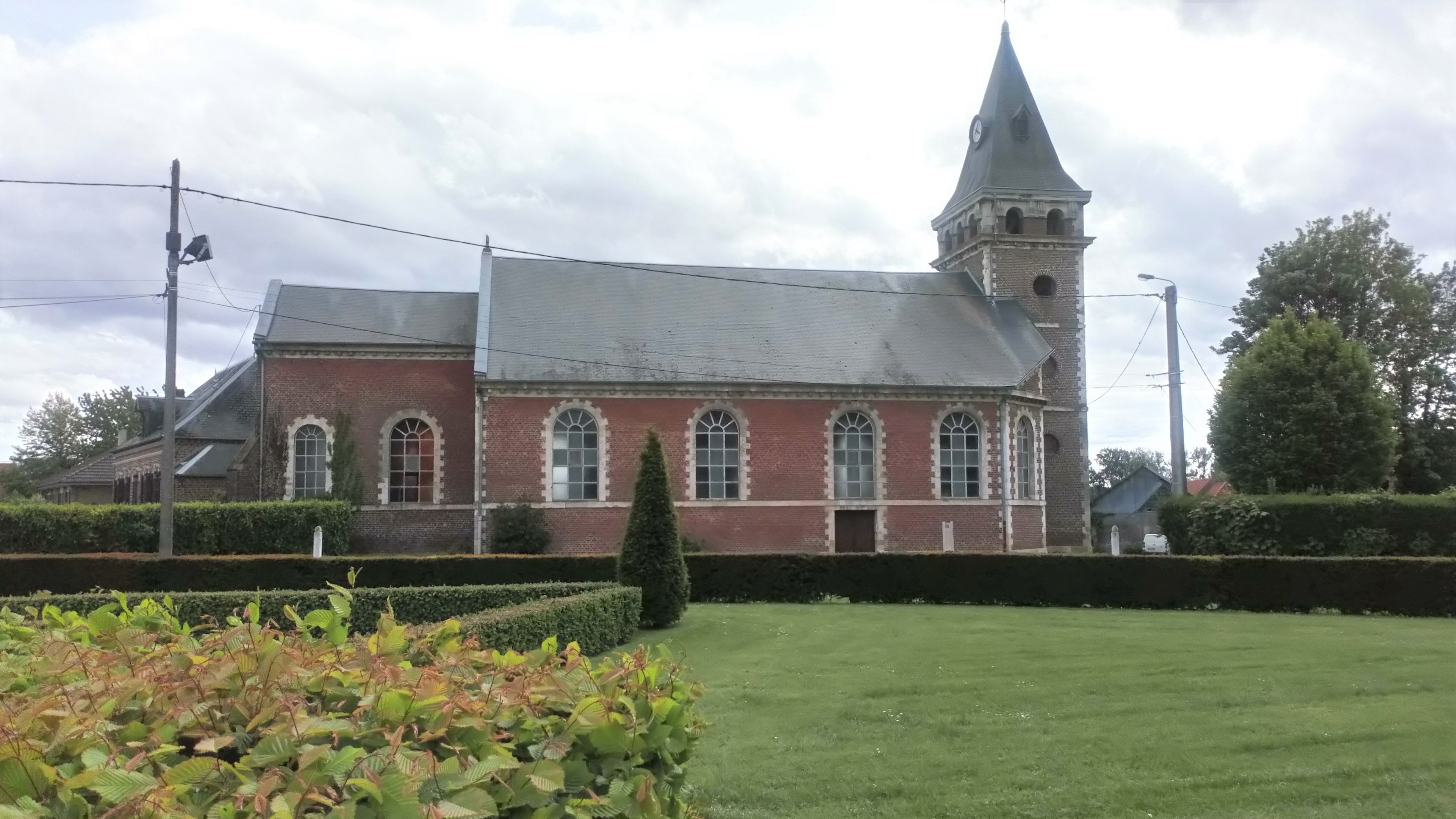
Kirche Saint-Martin
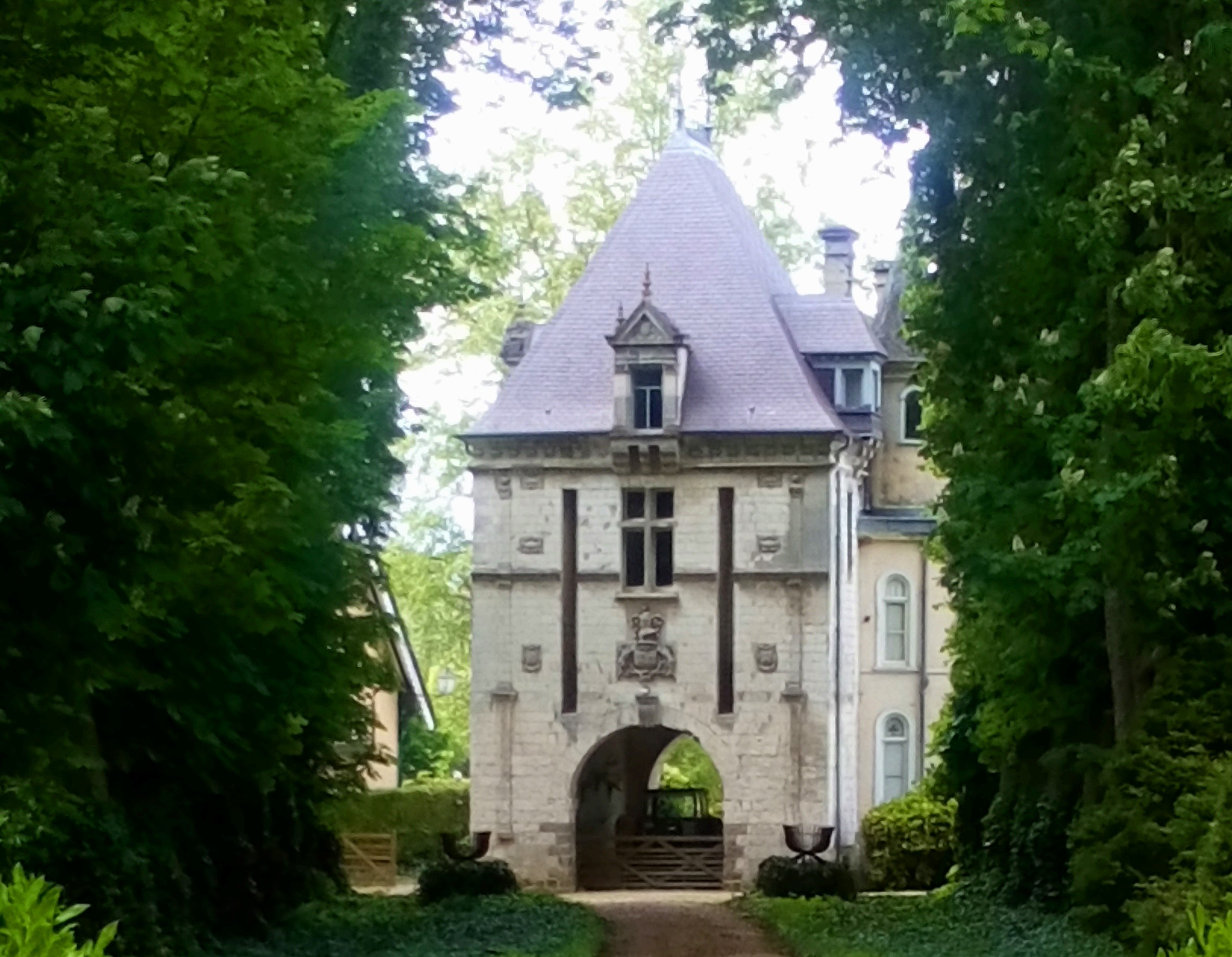
Schloss